# Alexander Maximilian Seitz
Alexander Maximilian Seitz, född 1811 i München, död den 18 april 1888 i Rom, var en tysk målare. Han var far till Ludwig Seitz, bror till Franz von Seitz och farbror till Rudolf von Seitz.
Seitz var elev till Cornelius och slöt sig i Rom, dit han flyttade 1835, till den nasarenska riktningen. Han målade religiösa motiv, Madonna på tronen, helgonhistorier, De visa och de fåvitska jungfrurna och Den förlorade sonens återkomst (de sistnämnda fresker i Santissima Trinità dei Monti i Rom).